# Streptothyris tanyacta
Streptothyris tanyacta är en fjärilsart som beskrevs av Edward Meyrick 1918. Streptothyris tanyacta ingår i släktet Streptothyris och familjen fransmalar. Inga underarter finns listade i Catalogue of Life.